# Elecciones subnacionales de Santa Cruz de 2021
Las elecciones subnacionales del departamento de Santa Cruz, también conocidas como elecciones departamentales y municipales, se realizaron el 7 de marzo de 2021 con el objetivo de elegir al gobernador y vicegobernador del departamento de Santa Cruz, Bolivia, así como a los alcaldes de los 56 municipios que conforman el departamento. Estas elecciones culminaron con el triunfo de Luis Fernando Camacho como gobernador electo.

## Sistema electoral
En el ámbito departamental, los gobernadores son elegidos por circunscripción departamental. En el caso de que ningún candidato para la gobernación alcance más del 50% de los votos válidamente emitidos; o un mínimo del 40%, con una diferencia del 10% frente a la segunda candidatura más votada se realizará una segunda vuelta electoral.

## Asamblea Legislativa Departamental
En las elecciones se elegirán a los representantes de la asamblea legislativa departamental, que cuenta con 28 bancas, las cuales pertenecen:
- 11 asambleístas a Creemos
- 11 asambleístas a MAS-IPSP
- 5 asambleístas indígenas
- 1 asambleísta a ASIP

## Partidos, alianzas y candidatos habilitados

### Creemos
|                                                   |                     |
| Luis Fernando Camacho                             | Mario Aguilera      |
| para Gobernador                                   | para vicegobernador |
|                                                   |                     |
| Presidente del Comité cívico de Santa Cruz (2019) | Arquitecto          |

### MAS-IPSP
| MAS-IPSP lO       |                     |
| Mario Cronenbold  | Pedro García        |
| para Gobernador   | para vicegobernador |
| Cronenbold        |                     |
| Alcalde de Warnes | Periodista          |

### Unidos
|                                  |                     |
| Germain Caballero                | Nino Garandilla     |
| para Gobernador                  | para vicegobernador |
|                                  |                     |
| Alcalde de San José de Chiquitos | Historiador         |

### SOL
|                                              |                                                 |
| Luis Felipe Dorado                           | Sylvia Monasterio                               |
| para Gobernador                              | para vicegobernadora                            |
|                                              | [[File:\|250px\|alt={{{Alt\|{{{descripción}}}]] |
| Diputado nacional por Santa Cruz (2015-2020) | Empresaria                                      |

## Resultados
|  | 55,64 % |

|  | 38,17 % |

|  | 3,26 % |

|  | 1,35 % |

|  | 1,13 % |

|  | 0,45 % |

|  | 94,17 % |

|  | 3,24 % |

|  | 2,59 % |

|  | 85,72 % |

|  | 100 % |